# Maurizio Iorio
Pour les articles homonymes, voir Iorio.
Maurizio Iorio (né le 6 juin 1959 à Milan) est un footballeur italien.

## Palmarès
- Coupe UEFA : 1991
- Championnat d'Italie : 1983